# Hans Quecke
Hans Quecke (né le 4 mars 1901 à Gelsenkirchen, mort le 29 avril 1945 à Munich) est un résistant allemand au nazisme.

## Biographie

### De 1901 à 1940
Hans Quecke étudie le droit à l'université de Fribourg-en-Brisgau et est membre de deux Studentenverbindungen catholiques. Sa sœur Herta se marie à Harald Dohrn, dont la fille issue de son premier mariage se mariera en 1940 à Christoph Probst, membre de La Rose blanche[réf. souhaitée].

### De 1940 à 1945
Il est opposant au régime nazi et sympathisant de cette association[réf. souhaitée]. Cependant, il occupe le poste principal de conseiller ministériel au ministère de l'Économie du Reich jusqu’en 1945 et est apparemment totalement loyal. Au sein du ministère, Quecke participe à la direction de l'économie allemande et plus ou moins aussi de l'Europe continentale et à l'optimisation de ses bénéfices.
En 1945, Quecke et son beau-frère répondent à un appel de Freiheitsaktion Bayern (de)[réf. souhaitée]. Ils sont dénoncés par du personnel de maison, emprisonnés au ministère central de Munich et emmenés et abattus le 29 avril 1945 par un commando SS dans la forêt de Perlach (de), peu avant l'arrivée des Américains. Leurs corps sont enterrés dans un cratère d'explosion et déterrés quelques mois plus tard.
Leurs restes sont déposés au cimetière non loin, dans la même rangée de tombes d'autres membres de La Rose blanche.

## Commémoration
L'Église catholique allemande inscrit Hans Quecke dans son martyrologe du XXe siècle.